# Elton Figueiredo
Elton Charles Figueiredo da Silva, noto come Elton Figuerido (Cuiabá, 12 febbraio 1986), è un ex calciatore brasiliano, di ruolo centrocampista.